# Tiszt és kém – A Dreyfus-ügy
A Tiszt és kém – A Dreyfus-ügy (eredeti cím: J’accuse) 2019-ben bemutatott francia-olasz történelmi filmdráma, amelyet Roman Polański írt és rendezett. A forgatókönyv Robert Harris brit író 2013-ban megjelent, a Dreyfus-ügyről szóló An Officer and a Spy című bestsellere alapján készült. Francia címe – „J'accuse…!” (Vádolom!) – Émile Zola Dreyfus százados védelmében írt, 1898. január 13-án a L'Aurore című napilap címoldalán megjelentetett nyílt levelére utal. A főbb szerepekben Jean Dujardin, Louis Garrel és Vincent Pérez látható. 
Világpremierje 2019. augusztus 30-án a Velencei Nemzetközi Filmfesztivál versenyprogramjában volt, ahol Ezüst Oroszlánt és FIPRESCI-díjat nyert. Magyarországon a Cirko Film forgalmazásában mutatták be a mozik 2020. szeptember 17-én.

## Cselekménye
1894-ben Alfred Dreyfus vezérkari századost, a fiatal zsidó hitvallású francia tüzértisztet azzal vádolják, hogy titkos dokumentumokat adott át Németországnak. A haditörvényszék lefokozza és életfogytiglani kényszermunkára ítélve egy gyarmati fegyenctelepre deportálják. Marie-Georges Picquart őrnagy, az időközben alezredessé előléptetett és a vezérkar Statisztikai Ügyosztálya (hírszerző szervezet) élére kinevezett tiszt vizsgálódni kezd volt tiszttársa ügyében, melynek során csalásra, korrupcióra bukkan a katonai felsővezetés köreiben és számos olyan bizonyítékot talált, ami azt erősíti, hogy a hadsereg és a hadbíróság óriásit tévedett, s elhamarkodottan ítélkezett az ügyben; valójában Ferdinand Walsin Esterhazy őrnagy az, aki Dubois fedőnéven Németország számára kémkedik. Ráadásul saját helyettese, Hubert Henry őrnagy mindezt tudja. Picquart becsületből és nagy fokú kötelességtudatból kockáztatja karrierjét és életét: nem hajlandó engedelmeskedni feletteseinek, akik megparancsolják neki, hogy ne bolygassa, hanem kenje el az ügyet. Megfenyegetik, letartóztatják, hamis váddal bebörtönözik, de rendületlenül kitart az igazság kiderüléséig, Dreyfus szabadon bocsájtásáig és Semmítőszéki rehabilitálásáig. Ő maga is akkor szabadul, mint Dreyfus. A tömeghisztériát és antiszemita pogromhangulatot kiváltó botrányos ügy tizenkét éven át osztotta meg a harmadik francia köztársaságot és okozott felháborodást az egész világon.

## Szereposztás
- Jean Dujardin – Marie-Georges Picquart alezredes
- Louis Garrel – Alfred Dreyfus százados
- Emmanuelle Seigner – Pauline Monnier
- Grégory Gadebois – Hubert Henry őrnagy
- Hervé Pierre – Charles-Arthur Gonse tábornok
- Wladimir Yordanoff – Auguste Mercier tábornok, hadügyminiszter
- Didier Sandre – Raoul de Boisdeffre tábornok
- Melvil Poupaud – Dr. Fernand Labori, Émile Zola ügyvédje, Dreyfus védője a 2. haditörvényszék előtt
- Éric Ruf – Jean Sandherr ezredes
- Mathieu Amalric – Alphonse Bertillon, grafológus szakértő
- Laurent Stocker – Georges-Gabriel de Pellieux tábornok
- Vincent Pérez – Dr. Louis Leblois, Picquart alezredes gyermekkori barátja
- Michel Vuillermoz – lieutenant-colonel Armand du Paty de Clam
- Vincent Grass – Jean-Baptiste Billot tábornok
- Denis Podalydès – Dr. Edgar Demange, Dreyfus ügyvédje az 1. és 2. haditörvényszék előtt
- Damien Bonnard – Desvernine
- Laurent Natrella – Ferdinand Walsin-Esterhazy őrnagy
- Kevin Garnichat – Jules Lauth százados
- Bruno Raffaelli – Delegorgue bíró
- Vincent de Bouard – Gribelin
- Stefan Godin – Darras tábornok
- Pierre Poirot – Vallecalle törvényszéki írnok
- Luca Barbareschi – Philippe Monnier
- Mohammed Lakhdar-Hamina – Bachir
- Philippe Magnan – Brisset ügyész, az 1. haditörvényszék elnöke
- Pierre Forest – Morel ezredes
- Jeanne Rosa – Martha Leblois
- Benoît Allemane – Georges Charpentier, Émile Zola kiadója
- Gérard Chaillou – Georges Clemenceau, a l'Aurore vezércikkírója
- André Marcon – Émile Zola
- Nicolas Bridet – Mathieu Dreyfus
- Swan Starosta – Lucie Dreyfus
- Luce Mouchel – Sandherr ezredes felesége
- Nicolas Wanczycki – Foucault
- Pierre Aussedat – Picquart-t letartóztató ezredes
- Jean-Marie Frin – tanácselnök
- Jean-Marie Lecoq – párbaj-orvos
- Thierry Gimenez – Jouaust ezredes
- Frédéric Épaud – tüzértiszt
- Clément Jacqmin – Journaliste Santé
- Fabrice Firmin – Alexandre Perrenx
- Roman Polański – egy akadémikus

## A film elkészítése
A kezdetekben D., majd The Dreyfus Affair munkacímmel futó forgatókönyv elkészítésében a 2010-es Szellemíró után Polański ismét Robert Harris brit regényíróval dolgozott együtt, akinek 2013-ban jelent meg An Officer and a Spy című történelmi regénye. Polański már egy évvel korábban azt nyilatkozta, hogy mindig is izgatta a Dreyfus-ügy, de nem mint kosztümös filmdráma, hanem mint kémtörténet. „Ilyen módon lehet megmutatni a világban manapság zajló események – kisebbség elleni boszorkányüldözés évszázados gyakorlata, biztonsággal kapcsolatos paranoia, titkos katonai bíróságok, kontroll nélküli hírszerző szervezetek, kormányzati titkolózások és feldühödött sajtó – abszolút relevanciáját.” A filmterv megvalósítása sokáig váratott magára – elsősorban financiális okok miatt. Nem volt könnyű ugyanis olyan színészeket találni, akik felkeltik a befektetők érdeklődését. Ráadásul mintegy ötven fontos szereplőt kellett találni, akik tűrhetően beszélnek angolul, mivel a világon való jobb eladhatóság végett a filmet angol nyelven forgatták.
Gazdaságossági okokból Polański eredetileg Lengyelországban akarta elkészíteni a filmet. A gyártást elhalasztották, mert miután a rendező Varsóba utazott a forgatásra, az Egyesült Államok kormánya kérte kiadatását. A lengyel kormány a kérelmet végül is elutasította, ám az időközben bevezetett új francia filmadó-kedvezmények lehetővé tették a film Franciaországban való forgatását.

A munkát végül is 2018. november 26-án kezdték el és 2019. április 28-án fejezték be. A forgatási helyszínek között szerepelt Párizs (az igazságügyi palota, a katonai iskola, a Saint-Germain-l'Auxerrois templom), illetve környékén Moret-sur-Loing. Francia Guyana hírhedt Ördög-szigetén játszódó jeleneteket Bretagneban, Plougasnou településen vették fel.

## A film fogadtatása
A film világpremierje a 2019-es velencei filmfesztiválon volt. A kritikusok nagyon jól fogadták a filmet, a verseny legjobbjának tartották. Ugyanakkor a film már megjelenése előtt a viták kereszttűzébe került, elsősorban a rendezővel szemben felhozott régi és új vádak miatt. A fesztiválra történt beválogatása is értetlenséget váltott ki egyes filmes szakemberekből, így például a zsűri elnökéből, Lucrecia Martel argentin rendezőből. Kijelentette: „nagyon zavarba jött” a film versenyprogramban való jelenlététől, ezért „nem vesz részt” vetítésén. Alberto Barber, a fesztivál igazgatója hiába próbálta védeni a filmet azzal, hogy külön kell választani „az embert és a művészt', a Women and Hollywood feminista csoport alapítója, Melissa Silverstein azzal vádolta a fesztivál szervezőit, hogy „teljesen süketek a MeToo-val kapcsolatos kérdésekre. A rendezvényen másik film kapcsán jelen lévő Catherine Deneuve az AFP-nek úgy nyilatkozott, hogy a fesztivál válogatásának kritikáját „hihetetlenül erőszakosnak” és „teljesen eltúlzottnak” tartja. A filmet végül is három díjjal, a zsűri nagydíjával, a filmkritikusok díjával, valamint egy társadalmi díjjal ismerték el. Polański nem ment el a fesztiválra, nehogy letartóztassák és kiadják az Amerikai Egyesült Államoknak; a díjakat felesége, Emmanuelle Seigner színésznő vette át.
A film és rendezője körüli viták nem csitultak; a november 13-i franciaországi bemutatót követően ismét fellángoltak. Akkorra már a hatodik nő vádolta meg Polańskit szexuális erőszakkal, amit a rendező tagadott. A film elleni kampányra rákapcsolódva egyes francia politikai erők a mű által felvetett érzékeny témákat is támadták – az ártatlanság, a zsidó bűnbak, meghamisított bizonyítékok alapján emelt hamis vád stb. Egy nyilatkozatában a rendező párhuzamot vont a Dreyfus-ügy és saját sorsa között, mondván: őt is olyanokért vádolják, amit nem követett el.
A napirenden tartott botrány rányomta bélyegét a Tiszt és kém – A Dreyfus-ügy premierjére és a 45. César-gálán való szereplésre. Feminista szervezetek bírálták a francia filmművészeti filmakadémiát a film 12 kategóriában történt jelöléséért, követelték, hogy az alkotást zárják ki a versenyből, s tüntetést helyeztek kilátásba a díjátadó idejére. Polański a rendezvény előtti napon bejelentette, nem megy el az ünnepségre. Az eldurvuló megjegyzések miatt végül a film stábja is úgy döntött, hogy távol marad a rendezvényről. Az alkotást végül csupán három – köztük a legjobb rendező – kategóriában díjazták.
A Rotten Tomatoes adatai szerint a kritikusok háromnegyede, a nagyközönség több mint négyötöde kedveli. A rendező körüli botrány miatt egyre kevesebb szó esett a film valós értékeiről, s az kihatott a további fesztiválszereplésekre és díjazásokra is. Az ellenkampány okozta forgalmazási nehézségek, illetve a Covid-19 pandémia miatti korlátozások oda vezettek, hogy a várt mintegy 25 300 000 dollár bevétel elmaradt; a film mindössze 18 878 646 dollár bevételt eredményezett.

## Fontosabb díjak és jelölések
Velencei Nemzetközi Filmfesztivál (2019)
- jelölés: Arany Oroszlán
- díj: Ezüst Oroszlán, a zsűri nagydíja
- díj: FIPRESCI-díj
- díj: a legjobb idegen nyelvű film díja
- díj: Zöld Csepp-díj [23]

Európai Filmdíj (2019)
- jelölés: legjobb film
- jelölés: legjobb rendező (Roman Polański)
- jelölés: legjobb színész (Jean Dujardin)

César-díj (2020)
- díj: legjobb rendező (Roman Polański)
- díj: legjobb adaptáció (Roman Polański, Robert Harris)
- díj: legjobb jelmez (Pascaline Chavanne)
- jelölés: legjobb film
- jelölés: legjobb színész (Jean Dujardin)
- jelölés: legjobb mellékszereplő színész (Grégory Gadebois)
- jelölés: legjobb mellékszereplő színész (Louis Garrel)
- jelölés: legjobb operatőr (Pawel Edelman)
- jelölés: legjobb vágás (Hervé De Luze)
- jelölés: legjobb filmzene (Alexandre Desplat)
- jelölés: legjobb hang (Lucien Balibar, Aymeric Devoldère, Cyril Holtz, Niels Barletta)
- jelölés: legjobb díszlet (Jean Rabasse)

David di Donatello-díj (2020)
- jelölés: legjobb külföldi film

Lumières-díj (2020)
- jelölés: legjobb film
- jelölés: legjobb rendező (Roman Polański)
- jelölés: legjobb színész (Jean Dujardin)
- jelölés: legjobb forgatókönyv (Roman Polański, Robert Harris)
- jelölés: legjobb operatőr (CST-díj) (Pawel Edelman)